# Hypnoidus rivularius
Hypnoidus rivularius is een keversoort uit de familie kniptorren (Elateridae). De wetenschappelijke naam van de soort is voor het eerst geldig gepubliceerd in 1827 door Gyllenhal.